# 山西料理
山西料理（さんせいりようり、中国語：山西菜 拼音：Shānxī cài）は、中華人民共和国山西省の郷土料理である。

## 概要
山西料理の特徴は、酸味と塩味、香りが強く、補助的に甘みがある。蒸し、煮込み、煮込み、焼き、炒め、揚げなど、調理方法は多岐にわたる。山西料理は一般的に南部、北部、中部の3つの派閥に分けられ、伝統的には南路、北路、中路と呼ばれている。

### 南路（晋南菜）
南路（晋南菜）は、軽い味付けが特徴で、スープ料理が有名である。さらに、南路は西南路（晋西南菜）と東南路（晋東南菜）に細分化される。西南路は、運城市と臨汾市で主につくられ、川魚や海産物の調理が中心である。長調理方法としては、炒める、炒める、茹でる、煮込むといったものが一般的である。また、口味は微酸で少し辛く、甘みがある。東南路は、以党県、長治市、晋城市で主につくられ、調理方法としては、蒸し、焼き、煮込み、煮込み、燻製といったものが一般的である。

### 北路（晋北菜）
北路（晋北菜）は、大同市、忻州市、五台山市が代表的です。特徴は塩味が強く、油が多く使用される。

### 中路（晋中菜）
中路（晋中菜）は、南路と北路の長所を兼ね備えている。特徴は香り高く、柔らかく、とろけるような食感で、油が多く使用され、味付けは塩味が中心で、補助的に酸味と甘さがある。太原市、寿陽県、榆次市、祁県、太谷県で主につくられる。

## 代表的な料理

### 南路（晋南菜）
- 焼大葱：焼き葱の料理
- 芙蓉鳥：芙蓉卵で包んだ鶏肉の料理
- 醤汁鴨子：醤油ソースで煮込んだ鴨の料理

### 晋西南菜（晋南菜）
- 抜丝葫芦：キュウリの甘辛炒め
- 油納肝：レバーの炒め物
- 糖醋鳥巻：糖酢味の鶏肉の巻き物
- 醋熘肉片：酢で炒めた豚肉の薄切り料理

### 北路（晋北菜）
- 焖柏籽羊肉：柏の実を使った羊肉の煮込み料理
- 鍋焼羊肉：鍋で炙った羊肉料理
- 烤白菜卷：焼き白菜の巻き物
- 鹌鹑茄子：ウズラとナスの料理

### 中路（晋中菜）
- 頭脳：魚の頭を使った料理
- 過油肉：揚げた肉料理
- 糖醋佛手巻：糖酢味のユズの皮の巻き物
- 山西焼鴨：山西風のローストダック